# Santa Mustiola
Santa Mustiola es una curazia situada en el castello (municipio) de San Marino (San Marino).